# Veitserlbach
Veitserlbach ist ein Gemeindeteil des Marktes Pleinfeld im Landkreis Weißenburg-Gunzenhausen (Mittelfranken, Bayern). Veitserlbach liegt in der Gemarkung Ramsberg am Brombachsee.

## Lage
Das Dorf liegt im Fränkischen Seenland in einer waldreichen Umgebung an der Staatsstraße 2222 zwischen Pleinfeld und Gunzenhausen. Bis nach Pleinfeld im Osten sind es sechs Kilometer. Durch Veitserlbach fließt der Banzerbach. Dessen Quelle liegt etwa einen Kilometer von Veitserlbach entfernt, ebenso der Große Brombachsee.

## Geschichte
Bis zur Gemeindegebietsreform in Bayern, die am 1. Mai 1978 in Kraft trat, war Veitserlbach ein Gemeindeteil der Gemeinde Thannhausen. Der Ort Thannhausen gehört heute zur Gemeinde Pfofeld.